# Oothrix bidentata
Oothrix bidentata är en kräftdjursart som beskrevs av Farran 1905. Oothrix bidentata ingår i släktet Oothrix och familjen Scolecitrichidae. Inga underarter finns listade i Catalogue of Life.